# Antonio Squicciarini
Antonio Squicciarini (Bari, 4 luglio 1957) è un pittore italiano.

## Biografia
Ha esordito come pittore nel 1970, a Bari, con una personale al Teatro Margherita, e poi a Zurigo esponendo alla collettiva I giovani maestri del colore, prima esperienza internazionale, a cui seguono Francoforte nel 1978,  Amsterdam nel 1979, New York, e Parigi.
Negli anni settanta all'Accademia di belle arti di Brera, ha frequentato a lungo lo studio di Bruno Cassinari a Milano. Nel 1984 ha collaborato all'allestimento visuale del set cinematografico di Ginger e Fred di Federico Fellini, come aiutante-costumista di Danilo Donati. Trasferitosi a Saint Paul De Vence, ha lavorato nello studio di Marc Chagall.
Del 2014 è la realizzazione del manifesto dell'opera La bottega dei sogni allestita dal Teatro Petruzzelli di Bari. Degli ultimi anni sono le mostre in Oriente: Corea del Sud, Cina, Giappone. 

## Il Pittore della notte: gli anni della formazione e della protesta.
Dopo un'infanzia passata interamente in collegio dal nome "Villaggio del fanciullo" Cassano Murge (BA), dal settembre del 1962 a luglio 1969, in quel collegio scopre il suo talento nel disegno e già comincia a sognare di fare il pittore da grande. Uscito dal collegio, il padre lo fa esordire giovanissimo con una Personale di pittura nel 1970, a Bari. Successivamente si iscrive presso l'Istituto d'Arte e comincia a frequentare il gruppo G. A. P. (Giovani Artisti Pugliesi) con i quali organizzano collettive in tutta la Puglia. Dopo le scuole superiori si trasferisce a MIlano dove frequenta l'Accademia di Belle Arti di Brera. 
A Milano inizia un nuovo percorso di vita interiore, inizia a raccontare sulle tele tutto quello che riusciva a dare un senso alle sue emozioni, nel bene e nel dolore, con un profondo pathos, polemico a volte per l'ipocrisia che leggeva in coloro che spacciandosi amici dell'arte e poi con distacco osservavano le sue opere sanguinanti per poi deriderlo. La critica, in quegli anni, conia per lui l'etichetta di Pittore della notte, per i suoi frequenti allestimenti artistici in luoghi non canonici e convenzionali nella funzione di spazi espositivi, come i locali notturni della periferia milanese, e la denuncia contro le istituzioni culturali e la loro pesante inerzia conservativa nel riconoscere e qualificare le nuove forme di espressione artistica.
Prosegue allora fino al suo happening di protesta allestito il 15 settembre 1984 in occasione della mostra di Domenico Cantatore presso il Castello Svevo di Bari: un falò, con il fuoco alimentato da decine di sue opere. Successivamente va a vivere a Parigi dove incontra e stringe amicizia con David Hockney in una Personale dello stesso a Parigi e vive una meravigliosa esperienza artistica per circa un anno a Parigi.

## L'incontro con Fellini e Chagall.
Nel 1984 collabora all'allestimento visuale del set cinematografico di Ginger e Fred di Federico Fellini, come aiutante - costumista di Danilo Donati, dando corpo a quelle immagini felliniane barocche, visionarie, disilluse e sarcastiche: una sarabanda di cavalli alati, colombe, improbabili musicisti, pesci innamorati: << nei suoi personaggi da circo ci sono i toni violenti della sua eterna polemica alla ossessiva e quotidiana meschinità piccolo - borghese >>, ne scriverà poi, rievocandone la collaborazione, Federico Fellini. Dopo Cinecittà, ulteriore tappa del percorso formativo ed artistico, è il trasferimento a Saint Paul De Vence, dove lavora e vive nello studio di Marc Chagall.
<< Nel panorama artistico...ci sono molti pittori che passano tutta la loro vita...lontani dal vivere il mondo reale con le grandi emozioni...gioiose, o piene di sofferenza. Sempre intenti nel ricercare la tecnica giusta e testarla con banali temi, affannandosi di sembrare belli per sentirsi bravi agli altri. Ci sono artisti che anche se vivono nel loro studio, sono sempre attenti e curiosi, sensibilissimi alla vita, all'amore, al divenire, alla sofferenza. Non bisogna rinchiudersi solo nell'aspetto tecnico. Bisogna avvicinarsi alla tela ed ai colori e seguire gli innumerevoli momenti di vita...felici o drammatici, per fare un lungo viaggio verso se stessi >>. Antonio Squicciarini.
Poi, nel 1992, l'incontro con Mary Boone, che organizza la sua prima esposizione a New York. Del 2014 è la realizzazione del manifesto dell'opera "La bottega dei sogni", allestita dal Teatro Petruzzelli, che segna e definisce il suo ritorno a Bari. Di questi anni è il lavoro esplorativo - ossessivo ed intrigante - della figura del giullare: << Amo quel mondo inesplorato >> dichiara in un'intervista, << dove esiste qualcosa oltre la logica quotidiana: una libera e incosciente follia, come quella del giullare, un soggetto che mi è molto caro, perché per me rappresenta tutto ciò che è dietro le nostre azioni quotidiane... Dietro ogni azione si nasconde la nostra immagine di bambini: la purezza e l'ironia. Il giullare è un po' il mio riferimento! >>.
Una nota galleria d'arte di Bari lo porta prima ad Istanbul (Turchia) per una Personale di Pittura, e l'anno dopo a Palazzo San Leucio, Reggia di Caserta, presenta nuovi dipinti su un tema dettato dai suoi scritti sull'Eros.
La maturità artistica, le vie dell'Oriente, i suoi personaggi, i suoi amori, i suoi sogni, le sue visioni, le sue maschere appassionano oggi anche l'Oriente: dal 2016 fino ad oggi espone in Korea del Sud, in Cina, In Giappone.

## 50 Anni di Sogni
A Dicembre del 2020, per i suoi cinquant'anni di attività artistica, è in allestimento una personale d'arte dal titolo "50 years of dream of Antonio Squicciarini" allo Hangaram Art Museum del Seoul Arts Center di Seoul.

## Nomina di Emerito professore
Il 21 Dicembre 2023 riceve eccezionalmente, per il suo contributo nel campo della pittura mondiale, la nomina di Emerito professore di Arte contemporanea presso la 
"Sichuan University of Culture and Arts" (Cina), con l'assegnazione di una Cattedra di insegnamento per l'Anno Accademico 2023 - 2024, rinnovabile negli anni futuri. 